# Truze Lodder
Truze Lodder (Oud-Beijerland, 31 augustus 1948) is Nederlands bestuurder en toezichthouder. Zij was tot 1 juni 2016 president-commissaris bij de Nederlandse Spoorwegen.

## Biografie
Lodder groeide op in Rotterdam-Zuid en ging daar naar het Charlois Lyceum, waar zij de HBS-B opleiding deed. Daarna ging ze werken op het kantoor van de Holland-Amerika lijn.
Volgens eigen zeggen is zij van de laatste generatie die zonder studie kon opklimmen. Zij vindt dat in een goede Raad van commissarissen zowel mannen als vrouwen moeten zitten. Vrouwen letten op andere dingen dan mannen. Zelf let zij bijvoorbeeld op de lichaamstaal, die soms anders is dan wat iemand zegt. Zij is echter geen voorstander van het vrouwenquotum.

## Werk
Midden jaren 70 aanvaardde Lodder een functie als hoofd financieel beheer bij de radio en televisie-omroep AVRO. Ze ontdekte daar dat haar baas had gesjoemeld met een declaratie en vroeg hem om op te stappen. Toen hij dat niet wilde, droeg Lodder hem voor ontslag voor bij de voorzitter van het bestuur van de AVRO. Die vond dat er geen reden was voor ontslag, waarop Lodder zelf ontslag nam. Achteraf vindt zij dat iemand na een fout wel een tweede kans verdient.
Tussen 1984 en 1987 had zij diverse functies bij Noordervliet en Winninghof, Prins, Meijer, Stamenkovits & Van Welbeek.
Lodder was tussen 1987 en 2013 zakelijk directeur van De Nationale Opera en het Muziektheater Amsterdam, samen met artistiek leider Pierre Audi. Zij hield zich daar onder andere bezig met de fusies tussen Het Nationale Ballet, Muziektheater en Nederlandse Opera. Zij werd bij haar afscheid geprezen omdat zij de gecombineerde organisatie financieel gezond achterliet. Ook had zij ervoor gezorgd dat de organisatie een artistiek hoogstaand programma leverde.
Zij was gedurende 10 jaar lid van de raad van toezicht van de Universiteit Maastricht, waarvan vier jaar als voorzitter en nam afscheid eind 2017. Ze is in 2016 voorzitter van de raad van toezicht van het Nationaal Jeugd Orkest.
Ze was ook penningmeester van Europa Nostra en commissaris bij Van Lanschot Bankiers, het Van Gogh Museum en het Nexus Instituut.
Lodder werd via een headhunter aangezocht om commissaris bij de NS te worden. Zie bekleedde die functie vanaf 2004. Zij nam het voorzitterschap van de Raad van Commissarisen over van Carel van den Driest. Van den Driest stapte als toezichthouder op kort nadat onregelmatigheden bij een aanbesteding waren geconstateerd, waardoor Timo Huges als bestuursvoorzitter van de NS moest vertrekken.
In augustus 2018 werd Lodder benoemd tot tijdelijke voorzitter van de Raad van Toezicht van het Stedelijk Museum Amsterdam.

## Onderscheidingen
- 2012: Frans Banninck Cocqpenning van de Gemeente Amsterdam[3]
- 2012: Commandeur in de Orde van Oranje-Nassau[3] uit handen van staatssecretaris Halbe Zijlstra van Onderwijs, Cultuur en Wetenschap[4]